# Кубок Франції з футболу 1918—1919
Кубок Франції з футболу 1918—1919 — 2-й розіграш турніру. Переможцем змагань став столичний клуб КАСЖ. Змагання проводились у 6 раундів, участь у яких брали 59 команд.

## Чвертьфінали
| Переможці       | Рахунок | Переможені |
| --------------- | ------- | ---------- |
| 5 січня 1919    |         |            |
| Олімпік (Париж) | 2:1     | СА Париж   |
| КАСЖ            | 4:2     | АС Франсе  |
| Медок           | 3:1     | КС Терро   |
| Ренн            | 1:0     | АС Ліон    |

## Півфінали
| Переможці     | Рахунок | Переможені      |
| ------------- | ------- | --------------- |
| 2 лютого 1919 |         |                 |
| Медок         | 3:4     | Олімпік (Париж) |
| Ренн          | 3:4     | КАСЖ            |

## Фінал
| 6 квітня 1919 |

| «КАСЖ» (Париж)                 | 3 — 2 | «Олімпік» (Париж)      |
| ------------------------------ | ----- | ---------------------- |
| 20' Девік 110', 118' Гатцфельд |       | 60' Дарке 100' Девакез |

| «Парк де Пренс», Париж Глядачів: 10 000 Арбітр: Арман Тібодо |

| КАСЖ    |                  |
|         |                  |
| ВР      | Люсьєн Ганневаль |
| ЗХ      | Джон Мента (к)   |
| ЗХ      | Селестін Фрізон  |
| ПЗ      | Кріс Гадден      |
| ПЗ      | Альфонс Шмер     |
| ПЗ      | Емільєн Девік    |
| НП      | Ежен Девік       |
| НП      | Поль Дед'є       |
| НП      | Луї Гатцфельд    |
| НП      | Жан Боє          |
| НП      | Жульєн Девік     |
| Тренер: |                  |
| Х       |                  |

| Олімпік |                  |
|         |                  |
| ВР      | Жозеф Блоке      |
| ЗХ      | Еміль Фіве       |
| ЗХ      | Анрі Васселен    |
| ПЗ      | Марсель Жоссеран |
| ПЗ      | Моріс Ніно       |
| ПЗ      | Генк Ван Стек    |
| НП      | Жуль Девакез     |
| НП      | Поль Ландауер    |
| НП      | Марсель Манге    |
| НП      | Луї Дарке (к)    |
| НП      | Ежен Дарто       |
| Тренер: |                  |
| Х       |                  |